# Высочанский, Игорь Брониславович
И́горь Бронисла́вович Высоча́нский (укр. Ігор Броніславович Височанський; род. 3 мая 1968, Дрогобыч, Львовская область) — советский и украинский футболист, выступавший на позиции полузащитника, футбольный тренер

## Биография
Воспитанник дрогобычской ДЮСШ, первый тренер — Виктор Максимов. В дальнейшем учился во Львовском институте физкультуры. Во взрослом футболе дебютировал в 1991 году, проведя 4 матча за дрогобычскую «Галичину» во второй лиге чемпионата СССР. В том же году перебрался в комарненский «Газовик», выступавший в чемпионате Украинской ССР среди коллективов физкультуры, а в следующем сезоне вместе с командой начал выступления в переходной лиге чемпионата независимой Украины. Проведя в «Газовике» два сезона на профессиональном уровне, в течение которых был одним из футболистов основного состава, в 1993 году был приглашён в команду высшего дивизиона — луцкую «Волынь». Дебютировал на наивысшем уровне украинского футбола 8 августа 1993 года, выйдя в стартовом составе в домашнем матче против одесского «Черноморца». Всего в элитном дивизионе провёл за «волынян» 9 матчей, но уже после первой половины сезона покинул команду и вернулся во вторую лигу, став игроком кировоградской «Звезды-НИБАС». В составе кировоградского клуба стал бронзовым призёром дивизиона, однако перед началом следующего сезона перешёл во «Львов»
В дебютном сезоне в составе «Львова» помог клубу выиграть серебряные награды второй лиги и выйти в первый дивизион, где выступал за «горожан» на протяжении ещё одного года. Покинул команду в 1996 году, после чего некоторое время выступал за мини-футбольные клубы «Украина» (Львов) и «Галичина» (Дрогобыч). В 1997 году вернулся в большой футбол, перейдя в «Систему-Борекс» из Бородянки, где провёл полгода. Затем, в первой половине сезона 1997/98 играл за черниговский «Домостроитель» в любительском чемпионате Украины, а после зимнего межсезонья стал игроком черниговской «Десны», выступавшей в первой лиге чемпионата Украины. Летом 1999 года перешёл в абаканскую «Реформацию», в составе которой играл во второй лиге ПФЛ России на протяжении сезонов 1999 и 2000 годов. После этого ненадолго вернулся в Украину, снова став игроком «Газовика» из Комарно. В начале 2001 года снова отправился в Россию, перейдя в кировское «Динамо-Машиностроитель». В составе «вятчан» выступал на протяжении трёх сезонов, проведя за команду последнюю игру на профессиональном уровне в 2004 году. По завершении выступлений вернулся в родную Львовщину, где играл за любительские клубы.

### Тренерская карьера
По завершении карьеры игрока работал тренером ДЮСШ в родном Дрогобыче. Был директором Дрогобычского городского центра физического здоровья населения «Спорт для всех». С 2014 по 2017 год был тренером в штабе своего земляка Василия Малыка в стрыйской «Скале». В 2018—2020 годах возглавлял дрогобычскую «Галичину», выступавшую в чемпионате Львовской области

## Достижения
- Бронзовый призёр Переходной лиги Украины: 1992
- Бронзовый призёр Второй лиги Украины: 1993/94
- Серебряный призёр Второй лиги Украины: 1994/95